# 班达奈拉岛
班达奈拉岛（Banda Neira）是印度尼西亚班達群島的一个岛屿。行政上由马鲁古省中马鲁古县管轄。與該島同名的城鎮位於班达奈拉岛南部，是該島嶼上最大的城镇，該城鎮约有7000名居民。